# Delémont
Delémont (tyska: Delsberg) är en ort och kommun i distriktet Delémont i kantonen Jura i Schweiz. Kommunen har 12 739 invånare (2023).
Delémont är huvudort i kantonen Jura och i distriktet Delémont.

## Historia
Delémont fick stadsrättigheter 1289 och på 1300-talet byggdes en stadsmur med fyra portar och ett runt försvarstorn. År 1447 anlades ett hospital som dock brann ner tillsammans med stora delar av staden 1487. De viktigaste offentliga byggnaderna byggdes upp igen på 1700-talet.
Furstendömet Basel erövrades av franska trupper och Delémont blev huvudort i ett av de annekterade distrikten 1793. År 1815 överfördes den till kantonen Bern.
År 1834 byggdes en masugn och ett gjuteri i Delémont och i slutet av 1800-talet tillkom flera industrier, bland annat en knivfabrik och en klocktillverkare.